# 星月夜〜ルシファー第四楽章〜
「星月夜〜ルシファー第四楽章〜」（せいげつや ルシファーだいよんがくしょう）は、ALI PROJECTの楽曲。宝野アリカが作詞、片倉三起也が作曲を手掛けた。ALI PROJECTの6枚目のシングルとして1996年8月1日にポリグラムから発売された。

## 概要
1トラック目の「星月夜」は、エコエコアザラクの劇場版、「エコエコアザラクII -BIRTH OF THE WIZARD-」の主題歌であった。この映画の音楽は片倉三起也が担当しており、サウンドトラックも発売されていた。同名の著名な芸術作品として、フィンセント・ファン・ゴッホの星月夜がある。
本シングルは、一度廃盤となったが、ALI PROJECT自身が設立したレーベル「ZAZOU Records」から2004年12月25日に再発された。再発盤は原盤の8cmシングルと違って、12cmシングルである（ジャケットのデザインも異なる）。収録曲もオリジナル盤より増えている。そのためかオリジナル盤より価格はわずかに高い。
ZAZOU Recordsの活動終了に伴い廃盤状態となっていたが、2008年に新オフィシャルファンクラブの「勇侠会」が発足、ファンクラブホームページ内の勇侠会ショップにて会員限定で再び購入可能となった。（型番などはZAZOU Records版と同一。）

## 収録曲
（全作詞：宝野アリカ、作曲・編曲：片倉三起也）

### オリジナル盤
1. 星月夜
  - 間奏にMiguel Manzanoの『Spanish Preludes Sentimental Decadente』が引用されている。同楽曲は『ナルシス・ノワール』にも引用されている。
2. Only Love Song
3. 星月夜（カラオケ）

### 再発盤
1. 星月夜 Original Full Mix
2. 星月夜 Concert Track〜月光ソワレ （20,12,2002）
3. 星月夜 Music Box〜Instrumental
4. 星月夜 Original Mix Play Back
5. Only Love Song